# Joanne (album)
Pour les articles homonymes, voir Joanne.
Albums de Lady Gaga
Cheek To Cheek
(2014) Chromatica
(2020)
Singles
1. Perfect Illusion
Sortie : 9 septembre 2016
2. Million Reasons
Sortie : 8 novembre 2016
3. Joanne
Sortie : 22 décembre 2017

Joanne est le cinquième album studio de la chanteuse américaine Lady Gaga, sorti le 21 octobre 2016. Le premier single de cet opus est Perfect Illusion, paru le 9 septembre 2016, le deuxième single est Million Reasons, sorti le 8 novembre 2016. Un single promotionnel a vu le jour : A-YO sorti le 17 octobre 2016. Le troisième single, Joanne, sort le 22 décembre 2017 en Italie, puis le 26 janvier 2018 dans le monde entier.
Ce cinquième album marque un changement radical dans le registre musical de la chanteuse, délaissant le style électronique et dance pour la country et la pop-rock, accompagné d'une voix plus naturelle. En 2025, le label de l'artiste, Polydor, indique que l'album s'est vendu à 4 millions et demi d'exemplaires dans le monde.

## Développement
C'est au printemps 2015, environ six mois après la fin de sa tournée mondiale artRave: The Artpop Ball Tour, que Gaga déclare avoir commencé à écrire et à composer la musique pour cet album qui, à l'époque, n'avait pas encore de nom. Cependant, le teasing de ce nouveau disque commence dès janvier 2015, notamment avec des photos sur lesquelles apparaît le producteur RedOne.
Après le tournage de la saison 5 de American Horror Story dans laquelle elle tient le rôle principal, la chanteuse confie à un magazine que la série l'a grandement inspirée pour l'écriture de cet opus. En janvier 2016, lors d'une conférence de presse aux Golden Globes, elle confirme la sortie d'un nouvel album pour la même année et affirme être en train d'étudier les aspects et thèmes qu'elle voudrait intégrer dans ce dernier. En mai 2016, RedOne confie que 8 chansons ont été enregistrées avec la chanteuse et qu'il ne sait pas encore ce qu'elle prépare réellement. Il ajoute qu'en début de l'année, un lead single était choisi mais que depuis ses plans ont changé sans aucune raison.
En parallèle, Gaga commence à retravailler sur l'album avec Mark Ronson (connu pour ses productions avec Amy Winehouse et Bruno Mars) et nomme le musicien producteur exécutif. Toutefois, les deux artistes abordent le projet dès la fin de l'année 2015, lorsque Gaga présente la chanson Angel Down (alors produite avec RedOne) à Ronson dans un studio de Londres. Le duo se met alors à travailler durant 6 mois à Malibu, au studio d'enregistrement Shangri-La de Rick Rubin. Dès les premiers jours, ils écrivent plusieurs chansons (dont le titre éponyme Joanne) et Mark Ronson confie d'ailleurs à ce sujet : « Certaines de mes chansons préférées sont sorties la première semaine. C’est incroyable, tu joues trois accords pour elle et tout d’un coup elle commence à sortir les mélodies les plus splendides et les hooks les plus accrocheurs que tu aies pu entendre »
Beaucoup de musiciens célèbres interviennent également dans la production de l'album. Joshua Tillman (plus connu sous le nom de Father John Misty) joue de la batterie sur Diamond Heart tandis que Josh Homme joue de la guitare sur John Wayne. Beck Hansen collabore sur le titre Dancin' in Circles et enfin, Florence Welch pose sa voix sur la chanson Hey Girl. Elton John a travaillé sur un morceau en duo avec Gaga, finalement non retenu, nommé Room in My Heart.

## Promotion

### Parution
Après maintes rumeurs, Gaga annonce lors d'une interview à la radio que l'album s'intitulera Joanne et qu'il sortira le 21 octobre 2016. Le titre de l'album est un hommage à sa tante Joanne Germanotta, décédée d'un Lupus à l'âge de 19 ans.

### Single promotionnel
A-YO est le seul et unique single promotionnel de l’album. Initialement sortie le 17 octobre 2016 en tant que deuxième single, le 8 novembre il a été remplacé par Million Reasons, qui est donc confirmé deuxième single de Joanne et A-YO reste un single promotionnel.

### Supports vidéo
Les trois premiers clips vidéo de l'album, Perfect Illusion, Million Reasons et John Wayne, forment une trilogie. Dans la vidéo illustrant Perfect Illusion, Gaga chante dans le désert aux côtés de nombreux fans. Dans sa suite, Million Reasons la chanteuse rentre de la fête avec des amis et pleure ensuite dans sa loge, jouant également de la guitare sur certains plans. Enfin, le clip vidéo supportant John Wayne raconte de façon satirique une histoire d'amour dangereuse que Gaga entretient avec un homme rencontré le soir même, avant que la chanteuse ne meurt dans un accident de voiture. Un tout dernier clip sort le 26 janvier 2018, le jour de la sortie du troisième et dernier single officiel de l’album,  Joanne stylisé en ‘Joanne (Where Do You Think You’re Goin’?) (Piano Version)’ un clip joyeux et émouvant à la fois. Ce clip marque la fin de l´ère de l’album Joanne et rend un dernier hommage à sa tante.

## Singles

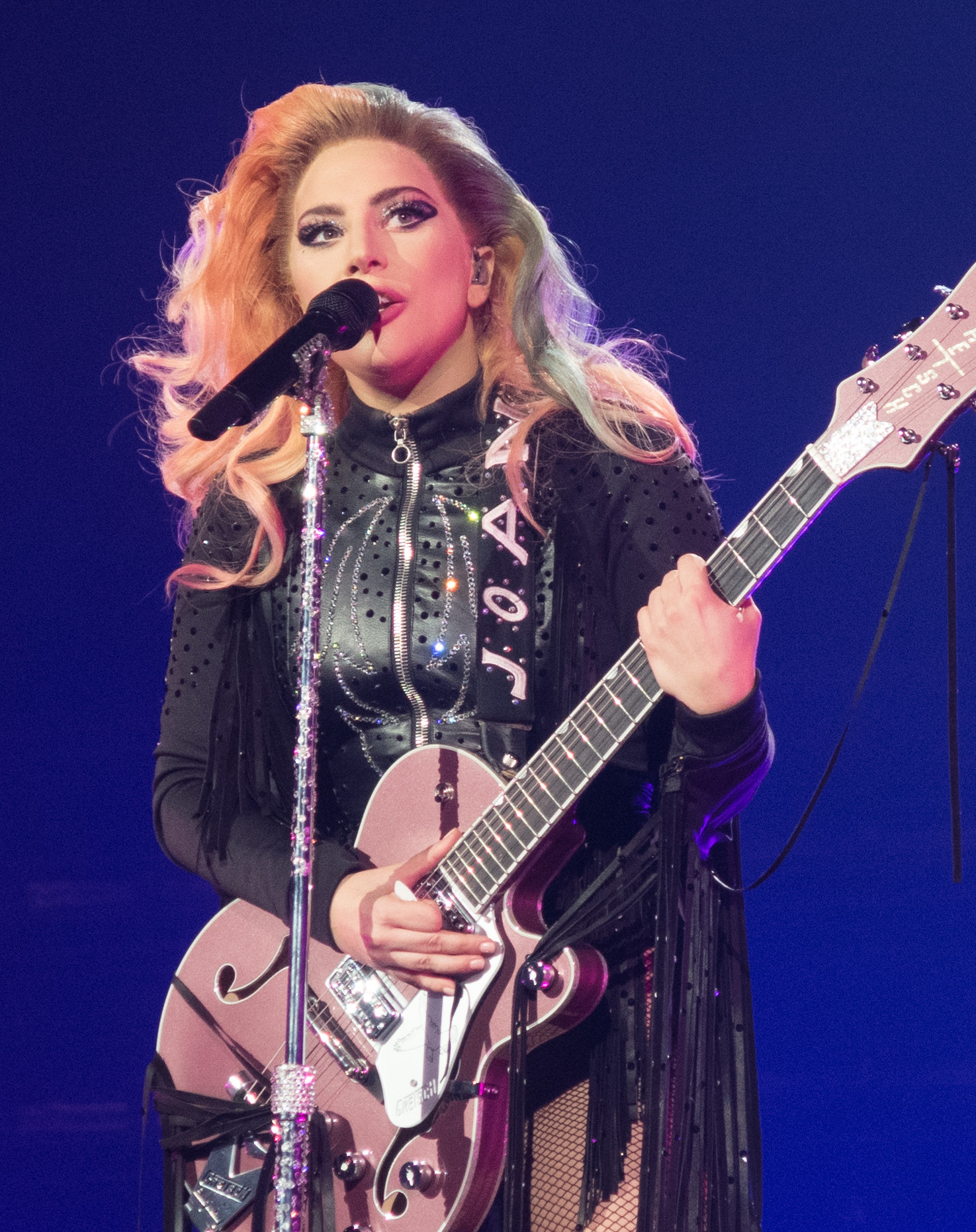
Lady Gaga performant A-YO durant son Joanne World Tour, à Toronto.

Perfect Illusion, est annoncé le 17 août 2016 sur les réseaux sociaux de la chanteuse, prévu pour septembre. Effectivement le premier single de l’album sort le 9 septembre 2016, et le clip suit le 20 septembre ayant été dirigé par les créateurs Ruth Hogben et Andrea Gelardin. Il devient #1 sur iTunes dans plus de 60 pays pendant plus d’une semaine.
Million Reasons, sort le 8 novembre 2016. Initialement sorti en tant que single promotionnel le 17 octobre, les plans furent changés par le label de Gaga. Le morceau est donc certifié comme deuxième single et envoyé aux stations de radios le 8 novembre 2016 et remplace donc le morceau A-YO, qui était initialement prévu pour être le deuxième single, il devient donc le seul et unique single promotionnel de Joanne. Million Reasons a été interprété des multiples fois aux télévisions étrangères mais notamment à la 60e cérémonie des Grammy Awards en janvier 2018. Il a été nommé pour la catégorie Meilleure performance solo et a été certifié triple single de platine aux États-Unis, pour plus de 3 000 000 de copies.
Joanne, sort premièrement comme troisième single en Italie le 22 décembre 2017. Puis plus d’un an après la sortie de l’album et en pleine tournée européenne, la chanteuse nous dévoile sa version au piano de Joanne, certifié en tant que troisième single dans le monde entier le 26 janvier 2018. Le clip du morceau sort en même temps que le son sur les plateformes de streaming. Gaga dévoile la pochette sur les réseaux sociaux le matin même, puis le morceau est interprété lors de la 60e cérémonie des Grammy Awards, le 28 janvier 2018. Le single n’est pas envoyé aux stations radios, mais remporte le Grammy de la meilleure performance solo pop lors de la 61e cérémonie des Grammy Awards en 2019.

## Liste des pistes
| No  | Titre                               | Auteur                                                    | Producteur(s)                                              | Durée |
| --- | ----------------------------------- | --------------------------------------------------------- | ---------------------------------------------------------- | ----- |
| 1.  | Diamond Heart                       | Lady Gaga, Mark Ronson, Josh Homme                        | Mark Ronson, Lady Gaga, BloodPop, Josh Homme, Jeff Bhasker | 3:30  |
| 2.  | A-YO                                | Lady Gaga, Hillary Lindsey, Mark Ronson, BloodPop         | Mark Ronson, BloodPop, Lady Gaga                           | 3:28  |
| 3.  | Joanne                              | Lady Gaga, Mark Ronson                                    | Mark Ronson, Lady Gaga, BloodPop                           | 3:17  |
| 4.  | John Wayne                          | Lady Gaga, Mark Ronson, BloodPop, Josh Homme              | Mark Ronson, BloodPop, Lady Gaga                           | 2:54  |
| 5.  | Dancin' In Circles                  | Lady Gaga, Beck Hansen, BloodPop, Mark Ronson             | Mark Ronson, Lady Gaga, BloodPop                           | 3:27  |
| 6.  | Perfect Illusion                    | Lady Gaga, Kevin Parker, Lady Gaga, Mark Ronson, BloodPop | Mark Ronson, Kevin Parker, Lady Gaga, BloodPop             | 3:02  |
| 7.  | Million Reasons                     | Lady Gaga, Hillary Lindsey, Mark Ronson                   | Mark Ronson, Lady Gaga, BloodPop                           | 3:25  |
| 8.  | Sinner's Prayer                     | Lady Gaga, Joshua Tillman, Mark Ronson, Thomas Brenneck   | Mark Ronson, Lady Gaga, BloodPop                           | 3:43  |
| 9.  | Come to Mama                        | Joshua Tillman, Lady Gaga, Emile Haynie                   | Mark Ronson, Emile Haynie, Lady Gaga, BloodPop             | 4:15  |
| 10. | Hey Girl (featuring Florence Welch) | Lady Gaga, Florence Welch, Mark Ronson                    | Mark Ronson, Lady Gaga, BloodPop                           | 4:15  |
| 11. | Angel Down                          | Lady Gaga, RedOne                                         | Mark Ronson, Lady Gaga, BloodPop                           | 3:49  |

| 12. | Grigio Girls           | Lady Gaga, Hillary Lindsey, Mark Ronson, BloodPop | Mark Ronson, Lady Gaga, BloodPop | 3:00 |
| 13. | Just Another Day       | Lady Gaga                                         | Mark Ronson, Lady Gaga           | 2:58 |
| 14. | Angel Down (Work Tape) | Lady Gaga, RedOne                                 | RedOne, Lady Gaga                | 2:20 |

| 15. | Million Reasons (Work Tape) | Lady Gaga, Hillary Lindsey, Mark Ronson | Mark Ronson, Lady Gaga, BloodPop | 3:22 |

## Tournées

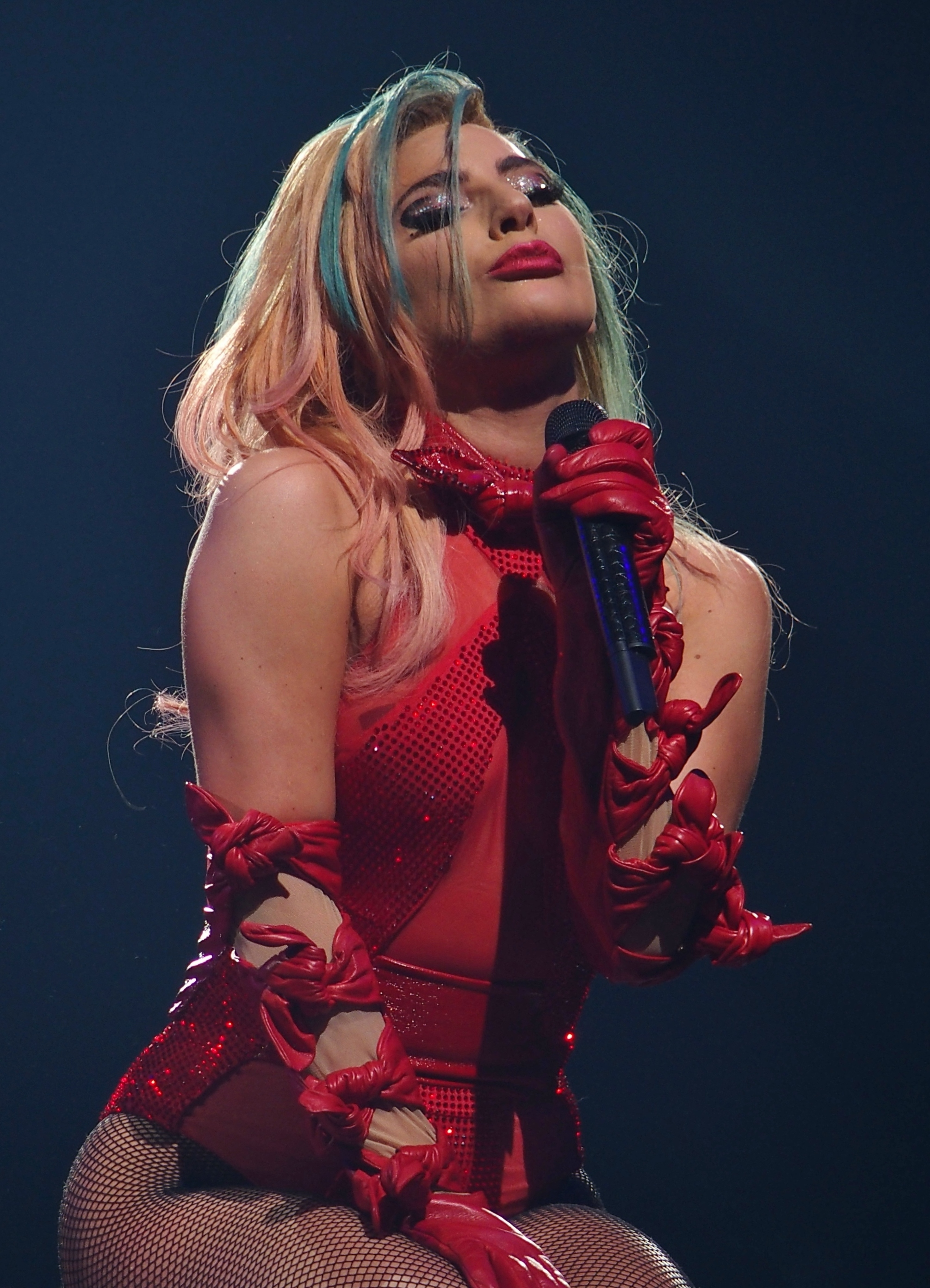
Lady Gaga performant Paparazzi durant son Joanne World Tour, à Montréal en novembre 2017.

Gaga promeut tout d'abord l'album avec une mini-tournée intitulée le Dive Bar Tour. Les trois dates visitèrent trois villes des États-Unis.
Le 5 février 2017, Gaga annonce qu'elle prépare une tournée internationale nommée le Joanne World Tour. Celle-ci commence en août de la même année et se termine prématurément en février 2018 à la suite de sa maladie.

## Certifications
| Pays              | Certification | Ventes/Équivalence |
| ----------------- | ------------- | ------------------ |
| États-Unis (RIAA) | Platine       | 1 000 000          |
| France (SNEP)     | Or            | 50 000             |

## Liste des références
1. ↑  « Lady Gaga tacle Madonna, énervée des comparaisons : "Moi j'écris mes chansons" », sur chartsinfrance.net (consulté le 23 octobre 2016).
2. ↑  « "Ça m'a rendue malade" : Lady Gaga révèle quel est le pire album de sa carrière ! », sur www.chartsinfrance.net, 20 mars 2025 (consulté le 21 mars 2025)
3. ↑  « Lady Gaga // Promo radio à New-York », sur gagavision.net, 19 septembre 2016.
4. ↑  « She's Back! Lady Gaga Teases Her New Album #LG5 – Hurry Up Mother Monster! » (consulté le 21 septembre 2016).
5. ↑  Music Times, « Lady Gaga: 'American Horror Story' Inspired New Album, Due for 2016 Release », 12 janvier 2016 (consulté le 21 septembre 2016).
6. ↑  « Lady Gaga Announces New Album Post-Golden Globes Win », 11 janvier 2016 (consulté le 21 septembre 2016).
7. ↑  « RedOne Says He Worked On 8 Songs For Lady Gaga's New Album | Idolator », 24 mai 2016 (consulté le 21 septembre 2016).
8. ↑  Joanne (CD). Lady Gaga. United States: Streamline/Interscope Records. 2016. 2580102.
9. ↑  « Joanne // Déclarations des producteurs », sur gagavision.net.
10. ↑  Prisma Média, « Lady Gaga : « Joanne », un album hommage portant le nom de sa tante décédée - Gala » (consulté le 21 septembre 2016).
11. ↑  (en) « Gold & Platinum », sur riaa.com
12. ↑  (en) « Gold & Platinum », sur riaa.com
13. ↑  « Les certifications », sur snepmusique.com